# Conroe-L
Conroe-L è la versione ridotta del processore dual core Intel Core 2 Duo Conroe, impiegato nelle CPU Pentium Dual Core e Celeron (serie xxx) dal 3 giugno 2007, e nei nuovi Celeron Dual Core dal 20 gennaio 2008.

## Caratteristiche tecniche
Conroe-L ha permesso di introdurre anche nella fascia economica del mercato tutte quelle innovazioni che Intel ha sviluppato attraverso la nuova architettura "Core". È stato ovviamente mantenuto il processo produttivo a 65 nm con approccio a Die Monolitico sebbene, in alcune versioni commercializzate con il marchio Celeron (serie xxx), si tratti di una CPU single core che non consuma più di 35 W; non manca il supporto alle istruzioni MMX, SSE, SSE2 e SSE3 e EM64T, oltre alla tecnologia di protezione XD-bit. Manca invece la tecnologia Vanderpool, oltre ovviamente all'Hyper-Threading che comunque non è più implementato nei nuovi processori Intel anche di fascia alta. Per quanto riguarda la tecnologia SpeedStep, esistono versioni con e senza tale supporto. Al momento del lancio i modelli dual core commercializzati come Pentium Dual Core ne sono dotati, mentre quelli commercializzati come Celeron ne sono privi. Per quanto riguarda la dotazione di cache L2, le versioni commercializzate come Pentium Dual Core ne integrano 1 MB, mentre quelle commercializzate come Celeron (sia single core che dual core) ne integrano solo 512 KB.

## Altre varianti economiche di Conroe
Allo scopo di produrre CPU meno costose, dotate di un quantitativo di cache L2 inferiore, Intel non ha presentato solo il core Conroe-L, ma anche il core Allendale, che però viene commercializzato con il marchio Core 2 Duo, anche se è dotato di soli 2 MB di cache L2. A parte il quantitativo di cache, la sua peculiarità consiste nell'essere prodotto direttamente con tale quantitativo e non disabilitando una parte della cache del die. In questo modo è possibile ottenere da un solo wafer molti più core e contenere di conseguenza i costi di produzione dei Core 2 Duo con solo 2 MB di cache L2.

## Prezzi delle varie versioni di Conroe-L
Al momento della presentazione questi erano i prezzi delle 2 versioni arrivate sul mercato il 3 giugno 2007 con il marchio Pentium:
- Pentium E2160 - 84 $
- Pentium E2140 - 74 $

Poi il 26 agosto 2007 è arrivato anche il seguente modello:
- Pentium E2180 - 84 $

Di conseguenza il modello precedente E2160 è calato fino a 74 $, mentre il modello base E2140,che originariamente doveva essere progressivamente ritirato, è rimasto a listino al prezzo di 71 $.
Il 2 dicembre 2007 è stato presentato un modello ancora più potente:
- Pentium E2200 - 84 $

Il modello E2180 è passato a 74 $ e l'E2160 a 64 $. La variante E2140 è stata invece ritirata.
A marzo 2008 è arrivata l'ultima variante di Conroe-L in concomitanza con i primi prodotti a 45 nm appartenenti alla generazione successiva:
- Pentium E2220 - 133 $

Di seguito i prezzi dei modelli Celeron:
- Celeron 440 - 59 $
- Celeron 430 - 49 $
- Celeron 420 - 39 $

A novembre 2007 dovrebbe arrivare anche il seguente modello:
- Celeron 220 - clock di 1,2 GHz, cache L2 da 512 KB, FSB a 533 MHz, 19 W - 58 $

A settembre 2008 è arrivato anche un modello più potente:
- Celeron 450 - 53 $

A gennaio 2008 è arrivato anche il primo Celeron Dual Core:
- Celeron E1200 - 54 $

mentre ad aprile 2008 anche il secondo, e per l'occasione il prezzo dell'E1200 è sceso a 43 $:
- Celeron E1400 - 54 $

Infine a novembre 2008 è arrivato anche una versione più potente del processore Celeron Dual Core:
- Celeron E1500 - 54 $

## Alla base anche dei nuovi Celeron M?
Non è escluso che Intel possa utilizzare questo core anche per le nuove versioni di Celeron M; se così fosse, questi dovrebbero essere i modelli presentati:
- Celeron M 570 - clock di 2,66 GHz, cache L2 da 1 MB, BUS a 533 MHz - 22 aprile 2008
- Celeron M 560 - clock di 2,13 GHz, cache L2 da 1 MB, BUS a 533 MHz
- Celeron M 550 - clock di 2 GHz, cache L2 da 1 MB, BUS a 533 MHz - settembre 2007
- Celeron M 540 - clock di 1,86 GHz, cache L2 da 1 MB, BUS a 533 MHz - luglio 2007
- Celeron M 530 - clock di 1,73 GHz, cache L2 da 1 MB, BUS a 533 MHz
- Celeron M 520 - clock di 1,6 GHz, cache L2 da 1 MB, BUS a 533 MHz
- Celeron M 523 ULV - clock di 933 MHz, cache L2 da 1 MB, BUS a 533 MHz, 5 W

## Modelli arrivati sul mercato
La tabella seguente mostra i modelli di Pentium Dual Core, Celeron (serie xxx) e Celeron Dual Core, basati su core Conroe-L, arrivati sul mercato. Molti di questi condividono caratteristiche comuni pur essendo basati su diversi core; per questo motivo, allo scopo di rendere maggiormente evidente tali affinità e "alleggerire" la visualizzazione alcune colonne mostrano un valore comune a più righe. Di seguito anche una legenda dei termini (alcuni abbreviati) usati per l'intestazione delle colonne:
- Nome Commerciale: si intende il nome con cui è stato immesso in commercio quel particolare esemplare.
- Data: si intende la data di immissione sul mercato di quel particolare esemplare.
- Socket: lo zoccolo della scheda madre in cui viene inserito il processore. In questo caso il numero rappresenta oltre al nome anche il numero dei pin di contatto.
- N°Core: si intende il numero di core montati sul package: 1 se "single core" o 2 se "dual core".
- Clock: la frequenza di funzionamento del processore.
- Molt.: sta per "Moltiplicatore" ovvero il fattore di moltiplicazione per il quale bisogna moltiplicare la frequenza di bus per ottenere la frequenza del processore.
- Pr.Prod.: sta per "Processo produttivo" e indica tipicamente la dimensione dei gate dei transistors (180 nm, 130 nm, 90 nm) e il numero di transistor integrati nel processore espresso in milioni.
- Voltag.: sta per "Voltaggio" e indica la tensione di alimentazione del processore.
- Watt: si intende il consumo massimo di quel particolare esemplare.
- Bus: frequenza del bus di sistema.
- Cache: dimensione delle cache di 1º e 2º livello.
- XD: sta per "XD-bit" e indica l'implementazione della tecnologia di sicurezza che evita l'esecuzione di codice malevolo sul computer.
- 64: sta per "EM64T" e indica l'implementazione della tecnologia a 64 bit di Intel.
- HT: sta per "Hyper-Threading" e indica l'implementazione della esclusiva tecnologia Intel che consente al sistema operativo di vedere 2 core logici.
- ST: sta per "SpeedStep Technology" ovvero la tecnologia di risparmio energetico sviluppata da Intel e inserita negli ultimi Pentium 4 Prescott serie 6xx per contenere il consumo massimo.
- VT: sta per "Vanderpool Technology", la tecnologia di virtualizzazione che rende possibile l'esecuzione simultanea di più sistemi operativi differenti contemporaneamente.

| Pentium Dual Core   | Pentium Dual Core | Pentium Dual Core | Pentium Dual Core | Pentium Dual Core | Pentium Dual Core | Pentium Dual Core | Pentium Dual Core | Pentium Dual Core | Pentium Dual Core | Pentium Dual Core  | Pentium Dual Core | Pentium Dual Core | Pentium Dual Core | Pentium Dual Core | Pentium Dual Core |
| Nome Commerciale    | Data              | Socket            | N°Core            | Clock             | Molt.             | Pr.Prod.          | Voltag.           | Watt              | Bus               | Cache              | XD                | 64                | HT                | ST                | VT                |
| ------------------- | ----------------- | ----------------- | ----------------- | ----------------- | ----------------- | ----------------- | ----------------- | ----------------- | ----------------- | ------------------ | ----------------- | ----------------- | ----------------- | ----------------- | ----------------- |
| Pentium E2140       | 3/giu/2007        | 775               | 2                 | 1,6 GHz           | 8x                | 65 nm             | 1,21 V            | 65 W              | 800 MHz           | L1=2x64KB L2=1MB   | Sì                | Sì                | No                | Sì                | No                |
| Pentium E2160       | 3/giu/2007        | 775               | 2                 | 1,8 GHz           | 9x                | 65 nm             | 1,21 V            | 65 W              | 800 MHz           | L1=2x64KB L2=1MB   | Sì                | Sì                | No                | Sì                | No                |
| Pentium E2180       | 26/ago/2007       | 775               | 2                 | 2 GHz             | 10x               | 65 nm             | 1,21 V            | 65 W              | 800 MHz           | L1=2x64KB L2=1MB   | Sì                | Sì                | No                | Sì                | No                |
| Pentium E2200       | 3/dic/2007        | 775               | 2                 | 2,2 GHz           | 11x               | 65 nm             | 1,21 V            | 65 W              | 800 MHz           | L1=2x64KB L2=1MB   | Sì                | Sì                | No                | Sì                | No                |
| Pentium E2220       | 3/mar/2008        | 775               | 2                 | 2,4 GHz           | 12x               | 65 nm             | 1,21 V            | 65 W              | 800 MHz           | L1=2x64KB L2=1MB   | Sì                | Sì                | No                | Sì                | No                |
| Celeron (serie xxx) |                   |                   |                   |                   |                   |                   |                   |                   |                   |                    |                   |                   |                   |                   |                   |
| Celeron 420         | 3/giu/2007        | 775               | 1                 | 1,6 GHz           | 8x                | 65 nm             | 1,21 V            | 35 W              | 800 MHz           | L1=64KB L2=512KB   | Sì                | Sì                | No                | No                | No                |
| Celeron 430         | 3/giu/2007        | 775               | 1                 | 1,8 GHz           | 9x                | 65 nm             | 1,21 V            | 35 W              | 800 MHz           | L1=64KB L2=512KB   | Sì                | Sì                | No                | No                | No                |
| Celeron 440         | 3/giu/2007        | 775               | 1                 | 2 GHz             | 10x               | 65 nm             | 1,21 V            | 35 W              | 800 MHz           | L1=64KB L2=512KB   | Sì                | Sì                | No                | No                | No                |
| Celeron 450         | 2/set/2008        | 775               | 1                 | 2,2 GHz           | 11x               | 65 nm             | 1,21 V            | 35 W              | 800 MHz           | L1=64KB L2=512KB   | Sì                | Sì                | No                | No                | No                |
| Celeron Dual Core   |                   |                   |                   |                   |                   |                   |                   |                   |                   |                    |                   |                   |                   |                   |                   |
| Celeron E1200       | 20/gen/2008       | 775               | 2                 | 1,6 GHz           | 8x                | 65 nm             | 1,21 V            | 65 W              | 800 MHz           | L1=2x64KB L2=512KB | Sì                | Sì                | No                | No                | No                |
| Celeron E1400       | 22/apr/2008       | 775               | 2                 | 2 GHz             | 10x               | 65 nm             | 1,21 V            | 65 W              | 800 MHz           | L1=2x64KB L2=512KB | Sì                | Sì                | No                | No                | No                |
| Celeron E1500       | 30/nov/2008       | 775               | 2                 | 2,2 GHz           | 11x               | 65 nm             | 1,21 V            | 65 W              | 800 MHz           | L1=2x64KB L2=512KB | Sì                | Sì                | No                | No                | No                |
| Celeron E1600       | N.A.              | 775               | 2                 | 2,4 GHz           | 12x               | 65 nm             | 1,21 V            | 65 W              | 800 MHz           | L1=2x64KB L2=512KB | Sì                | Sì                | No                | No                | No                |

Nota: la tabella soprastante dovrebbe essere un estratto di quelle complete contenute nelle pagine del Pentium Dual Core, Celeron (serie xxx) e Celeron Dual Core. Al momento però, essendo Conroe-L l'unico core utilizzato per i 3 processori citati, questa è l'"unione" di quelle presenti nelle pagine del Pentium Dual Core, Celeron (serie xxx) e Celeron Dual Core. Quando, Intel rilascerà i nuovi processori basati su altri core (il prossimo sarà Wolfdale-L), allora le due tabelle saranno indipendenti.

## Il successore
Il successore del core Conroe-L è Wolfdale-L a sua volta derivato dal progetto principale Wolfdale, e quindi costruito a 45 nm.